# 萬卡亞區
12°12′12″S 75°47′57″W / 12.2034°S 75.7993°W
萬卡亞區（西班牙語：Distrito de Huancaya），是秘魯的一個區，位於該國中南部利馬大區的堯約斯省，始建於1915年11月15日，面積283.6平方公里，海拔高度3,554米，2005年人口484，人口密度每平方公里1.7人。